# Lovász Attila
Lovász Attila (Vágsellye, 1963. március 11. –) szlovákiai magyar újságíró, szerkesztő.

## Élete
1981-ben érettségizett Galántán. 1981–1989 között Pozsonyban kollégiumi nevelő.
1990-ben a Hét riportere lett, majd 1991–1999 között az Új Szó munkatársa, főszerkesztő-helyettese, majd főszerkesztője volt. 1999–2003 között a Szabad Európa Rádió pozsonyi munkatársa, 2003–2006 között pedig a Vasárnap főszerkesztője. 2006 augusztusa – 2007 februárja között a Szlovák Rádió vezérigazgatójának tanácsadója. 2007-2011 között a Domino forum szlovák nyelvű újság főszerkesztője, illetve a Magyar Rádió Regionális Szerkesztőségeinek vezetője. 2011-től a Pátria Rádió és a Szlovák Televízió Magyar Szerkesztőségének az igazgatója.
Az 1980-as évektől a szlovákiai magyar néptáncmozgalomban is közreműködött.